# Гойкович, Ренато
Рена́то Го́йкович (сербохорв. Renato Gojković; род. 10 сентября 1995, Тузла) — боснийский футболист, защитник боснийского клуба «Сараево» и сборной Боснии и Герцеговины.

## Клубная карьера
Воспитанник клуба «Слобода» (Тузла). Позднее выступал в чемпионатах Хорватии и Албании.
В сентябре 2020 года Гойкович подписал контракт с «Оренбургом». Дебютировал 27 сентября в матче против калининградской «Балтики», спустя 4 тура забил 2 гола в ворота «Спартака-2» (3:0). По итогам следующего сезона, у Ренато истёк контракт и он покинул расположение клуба, но спустя некоторое время сам предложил свои услуги, и вернулся в «Оренбург»,с которым в сезоне 2021/2022 победил в стыковых матчах и вышел в РПЛ.
20 мая 2023 года в матче с петербургским «Зенитом» (2:2) забил первый гол за «Оренбург» в премьер-лиге. 3 июня 2024 года «Оренбург» сообщил о уходе Гойковича из команды из-за истечения его контракта.
17 сентября 2024 года перешёл в израильский клуб «Маккаби (Петах-Тиква)», а 22 января 2025 года стал игроком боснийского клуба «Сараево».

## Карьера в сборной
Несколько лет Гойкович вызывался в расположение юношеских сборных Боснии и Герцеговины. Также он провёл два матча за молодежную команду страны.
13 октября 2023 года дебютировал за основную сборную в матче против Лихтенштейна (2:0), выйдя на замену на 78-й минуте игры.17 ноября 2023 года в матче против Люксембурга (1:4) забил первый гол за сборную.

## Достижения
«Челик»
- Финалист Кубка Боснии и Герцеговины: 2013/14

«Партизани»
- Чемпион Албании: 2018/19

«Зриньски»
- Вице-чемпион Боснии и Герцеговины: 2018/19

«Оренбург»
- Серебряный призёр ФНЛ: 2020/21
- Бронзовый призёр ФНЛ: 2021/22

## Статистика

### Клубная
| Выступление      | Выступление      | Выступление      | Лига | Лига | Кубки | Кубки | Еврокубки | Еврокубки | Прочие | Прочие | Итого | Итого |
| Клуб             | Лига             | Сезон            | Игры | Голы | Игры  | Голы  | Игры      | Голы      | Игры   | Голы   | Игры  | Голы  |
| ---------------- | ---------------- | ---------------- | ---- | ---- | ----- | ----- | --------- | --------- | ------ | ------ | ----- | ----- |
| Слобода (Тузла)  | Первая лига      | 2012/13          | 18   | 3    | —     | —     | —         | —         | —      | —      | 18    | 3     |
| Слобода (Тузла)  | Итого            | Итого            | 18   | 3    | —     | —     | —         | —         | —      | —      | 18    | 3     |
| Челик (Зеница)   | Премьер Лига     | 2013/14          | 19   | 0    | 3     | 1     | —         | —         | —      | —      | 22    | 1     |
| Челик (Зеница)   | Премьер Лига     | 2014/15          | 21   | 0    | 2     | 0     | —         | —         | —      | —      | 23    | 0     |
| Челик (Зеница)   | Итого            | Итого            | 40   | 0    | 5     | 1     | —         | —         | —      | —      | 45    | 1     |
| Истра 1961       | Первая лига      | 2015/16          | 18   | 0    | 2     | 0     | —         | —         | 2      | 0      | 22    | 0     |
| Истра 1961       | Первая лига      | 2016/17          | 19   | 0    | 2     | 0     | —         | —         | —      | —      | 21    | 0     |
| Истра 1961       | Первая лига      | 2017/18          | 12   | 0    | 2     | 1     | —         | —         | —      | —      | 14    | 1     |
| Истра 1961       | Итого            | Итого            | 49   | 0    | 6     | 1     | —         | —         | 2      | 0      | 57    | 1     |
| Партизани        | Суперлига        | 2017/18          | 19   | 2    | 1     | 0     | —         | —         | —      | —      | 20    | 2     |
| Партизани        | Суперлига        | 2018/19          | 4    | 0    | 2     | 0     | 2         | 0         | —      | —      | 8     | 0     |
| Партизани        | Итого            | Итого            | 23   | 2    | 3     | 0     | 2         | 0         | —      | —      | 28    | 2     |
| Зриньски         | Премьер Лига     | 2018/19          | 6    | 1    | 2     | 0     | —         | —         | —      | —      | 8     | 1     |
| Зриньски         | Премьер Лига     | 2019/20          | 13   | 1    | 1     | 0     | 2         | 1         | —      | —      | 16    | 2     |
| Зриньски         | Итого            | Итого            | 19   | 2    | 3     | 0     | 2         | 1         | —      | —      | 24    | 3     |
| Оренбург         | ФНЛ              | 2020/21          | 19   | 4    | 1     | 0     | —         | —         | —      | —      | 20    | 4     |
| Оренбург         | ФНЛ              | 2021/22          | 28   | 2    | 1     | 0     | —         | —         | 2      | 1      | 31    | 3     |
| Оренбург         | РПЛ              | 2022/23          | 24   | 1    | 3     | 0     | —         | —         | —      | —      | 27    | 1     |
| Оренбург         | РПЛ              | 2023/24          | 12   | 0    | 2     | 0     | —         | —         | —      | —      | 14    | 0     |
| Оренбург         | Итого            | Итого            | 83   | 7    | 7     | 0     | —         | —         | 2      | 1      | 92    | 8     |
| Всего за карьеру | Всего за карьеру | Всего за карьеру | 232  | 14   | 24    | 2     | 4         | 1         | 4      | 1      | 264   | 18    |

1. ↑  Стыковые матчи за право участия в Первой лиге и РПЛ

### Матчи за сборную
| Матчи Гойковича за сборную Боснии и Герцеговины | Матчи Гойковича за сборную Боснии и Герцеговины | Матчи Гойковича за сборную Боснии и Герцеговины | Матчи Гойковича за сборную Боснии и Герцеговины | Матчи Гойковича за сборную Боснии и Герцеговины | Матчи Гойковича за сборную Боснии и Герцеговины | Матчи Гойковича за сборную Боснии и Герцеговины |
| №                                               | Дата                                            | Оппонент                                        | Счёт                                            | Голы                                            | Соревнование                                    |                                                 |
| ----------------------------------------------- | ----------------------------------------------- | ----------------------------------------------- | ----------------------------------------------- | ----------------------------------------------- | ----------------------------------------------- | ----------------------------------------------- |
| 1                                               | 13 октября 2023                                 | Лихтенштейн                                     | 2:0                                             | —                                               | Отборочные матчи Евро-2024                      |                                                 |
| 2                                               | 16 октября 2023                                 | Португалия                                      | 0:5                                             | —                                               | Отборочные матчи Евро-2024                      |                                                 |
| 3                                               | 16 ноября 2023                                  | Люксембург                                      | 1:4                                             | 1                                               | Отборочные матчи Евро-2024                      |                                                 |
| 4                                               | 19 ноября 2023                                  | Словакия                                        | 1:2                                             | —                                               | Отборочные матчи Евро-2024                      |                                                 |

Итого: 4 матча / 1 гол; 1 победа, 0 ничьих, 3 поражения.